# Aconietzuur
Aconietzuur is een driewaardig onverzadigd organisch zuur met als brutoformule C6H6O6. Het komt voor als cis- en trans-isomeer. De zouten en esters ervan worden aconitaten genoemd. Aconietzuur is een kleurloze kristallijne vaste stof. Het cis-isomeer ontleedt bij verwarming rond 135°C, het trans-isomeer bij 194-195°C.

## Synthese
Aconietzuur kan bereid worden door dehydratie van citroenzuur met geconcentreerd zwavelzuur als katalysator.

## Voorkomen in de natuur
Cis-aconietzuur komt voor in de citroenzuurcyclus als tussenproduct bij de omzetting van citroenzuur naar iso-citroenzuur, een stap die gekatalyseerd wordt door het enzym aconitase.
Aconietzuur komt voor in het sap van sommige planten, waaronder zoete sorghum, suikerriet en suikerbieten. Het kan ook uit de melasse afgescheiden worden die bij de suikerproductie ontstaat.